# (27962) 1997 SY1
1997 أس واي 1 (ويعرف أيضًا باسم (27962) 1997 أس واي 1 وفق تسمية الكوكب الصغير) (بالإنجليزية: 1997 SY1)‏ هو كويكب ضمن حزام الكويكبات؛ وترتيبه 27962 من حيث الاكتشاف.
اكتُشف هذا الجُرم الفلكي بواسطة Petr Pravec ‏ في 23 سبتمبر 1997.

## وصلات خارجية
- (27962) 1997 SY1 في قاعدة بيانات مختبر الدفع النفاث لأجرام النظام الشمسي الصغيرة

- الاكتشاف · مخطط المدار ·  العناصر المدارية · المعلمات المادية

- (27962) 1997 SY1 على موقع ويكي سكاي: DSS2, SDSS, GALEX, IRAS, Hydrogen α, X-Ray, Astrophoto, Sky Map, Articles and images